# بيفيرلي كالارد
بيفيرلي كالارد (بالإنجليزية: Beverley Callard)‏ هي ممثلة بريطانية، ولدت في 28 مارس 1957 في Morley, West Yorkshire ‏ في المملكة المتحدة.

## وصلات خارجية
- بيفيرلي كالارد على موقع IMDb (الإنجليزية)
- بيفيرلي كالارد على موقع قاعدة بيانات الفيلم (الإنجليزية)